# Campionati asiatici di badminton 1971
I Campionati asiatici di badminton 1971 si sono svolti a Giacarta, in Indonesia. È stata la 4ª edizione del torneo, organizzato dalla Badminton Asia.

## Podi
| Evento                  | Oro                                | Argento                       | Bronzo                         |
| Singolare maschile      | Tan Aik Mong                       | Junji Honma                   |                                |
| Singolare maschile      | Tan Aik Mong                       | Junji Honma                   | Bandid Jaiyen                  |
| Singolare femminile     | Utami Dewi                         | Yoon Im-soon                  |                                |
| Singolare femminile     | Utami Dewi                         | Yoon Im-soon                  | Tati Sumirah                   |
| Doppio maschile         | Indra Gunawan Nara Sudjana         | Tjun Tjun Tata Budiman        |                                |
| Doppio maschile         | Indra Gunawan Nara Sudjana         | Tjun Tjun Tata Budiman        | Ade Chandra Christian Hadinata |
| Doppio femminile        | Retno Koestijah Intan Nurtjahja    | Poppy Tumengkol Regina Masli  |                                |
| Doppio femminile        | Retno Koestijah Intan Nurtjahja    | Poppy Tumengkol Regina Masli  | Kim Jong-ja Yoon Im-soon       |
| Doppio misto            | Christian Hadinata Retno Koestijah | Indra Gunawan Intan Nurtjahja |                                |
| Doppio misto            | Christian Hadinata Retno Koestijah | Indra Gunawan Intan Nurtjahja | Tata Budiman Poppy Tumengkol   |
| Gara a squadre maschile | Indonesia                          | Malaysia                      | Giappone                       |